# Завтрак для троих
«Завтрак для троих» (англ. Three for Breakfast) — американский короткометражный мультфильм из серии «Дональд Дак» 1948 года, срежиссированный Джеком Ханной. Будучи частью серии мультфильмов про Дональда Дака, короткометражка была создана с помощью техниколора компанией Walt Disney Productions и выпущен RKO Pictures 5 ноября 1948 года.
По сюжету, Дональд Дак собирается позавтракать панкейками у себя дома, однако его планы срывают поселившиеся в трубе кухонной вытяжки бурундуки Чип и Дейл. Кларенс Нэш озвучил Дональда Дака, а Джимми Макдональд и Десси Флинн — Чипа и Дейла. Музыку к мультфильму написал Оливер Уоллес.

## Сюжет
Дональд Дак печёт у себя на кухне панкейки, напевая песню Shortnin' Bread. В это же время бурундуки Чип и Дейл поедают припасённые в трубе кухонной вытяжки жёлуди, однако вскоре до них доходит запах приготовленных панкейков. Им удаётся стащить несколько панкейков Дональда при помощи вилки и верёвки, после чего Дональд узнаёт об их присутствии на кухне и кладёт на стопку панкейков прихватку, чтобы обдурить их, но бурундуки моментально бросают её обратно. Затем они снова мечут вилку, но та пролетает мимо блинов и попадает в бутылку с замазкой, в результате чего та проливается. Содержимое бутылки формирует поддельный панкейк, что подкидывает Дональду идею. Он кладёт «панкейк» на стопку, и когда бурундуки цепляют его, Дональд хватается за другой конец. Затем он отпускает «панкейк», пока бурундуки всеми силами притягивают его к себе. Бурундуки пытаются откусить от «панкейка» и играют им в перетягивание каната, тогда как Дональд тыкает Чипа вилкой сзади, отчего тот издаёт крик и отпускает конец «панкейка». «Панкейк» ударяется об стену и отлетает прямо Дональду в лицо. Взбешённый Дональд бросается в погоню за бурундуками, из-за чего им приходится спрятаться в тостере. Дональд включает тостер и ловит вылетевших бурундуков, однако Дейл кусает его за палец, отчего Даку приходится отпустить обоих. Затем бурундуки нанизывают панкейки на верёвку и переносят их на крышу, но Дональд хватает ненастоящий «панкейк» и растягивает его, обмотав им весь дом. Дак поднимается на крышу, где Дейл разливает под его ногами масло, что приводит к отбрасыванию Дональда назад через все обмотанные «панкейком» предметы. В результате Дональд застревает в трубе, в стереотипной азиатской гримасе, а Дейл пародирует его, после чего бурундуки поздравляют друг друга с победой.

## Роли озвучивали
- Джимми Макдональд — Чип
- Десси Флинн — Дейл
- Кларенс Нэш — Дональд Дак

## Издания
11 декабря 2007 года мультфильм был выпущен в составе сборника Walt Disney Treasures: The Chronological Donald, Volume Three: 1947-1950.